# نیو هلند اگریکالچر
نیوهلند اگریکالچر (به انگلیسی: New Holland Agriculture) یک تولیدکننده ماشین‌آلات کشاورزی آمریکایی است. تولیدات نیوهلند اگریکالچر شامل تراکتور، کمباین، بیلر، دروگر علوفه، سمپاش خودکششی، ابزارآلات علوفه، تجهیزات بذرکاری، تراکتورهای تفریحی، وسایل نقلیه و ادوات کاربردی و دستگاه‌های برداشت انگور است.
در ایران هپکو تراکتورها و کمباین‌های نیوهلند را تولید می‌کند.